# Rhodamnia sessiliflora
Rhodamnia sessiliflora är en myrtenväxtart som beskrevs av George Bentham. Rhodamnia sessiliflora ingår i släktet Rhodamnia och familjen myrtenväxter. Inga underarter finns listade i Catalogue of Life.